# العبيد (العراق)
العبيد منطقة عراقية، في أقصى جنوب قضاء سفوان في محافظة البصرة في داخل وادي الباطن بصحراء الدبدبة بالبادية العراقية، بجنوب العراق، فيها ربوة صخر أسود صغيرة بارزة، في طريق الزبير الركعي، يتجه السائر من عذيبة والرحيل إلى الجنوب إلى حيث منطقة العبيد ثم خرجة ثم العوجة حيث نهاية الطريق،  وفي سنة 1929م كان مخفر لشرطة البادية العراقية اسمه نقطة العبيد، أو مخفر العبيد، بينه وبين الحدود السعودية العراقية 3 أو 5 كيلومترات تقريباً، وقد زارَ المخفرَ حينئذٍ الملك فيصل الأول.

## مذكرات عبد الجبار الراوي
قال مدير شرطة البادية العراقية عبد الجبار الراوي "عند الظهر من يوم 1930/1/4 حينما كنا نازلين في موقع العبيد بالباطن جاءنا رسول فسمى لنا نفسه بأنه (تركي بن ماضي) وأنبأنا أنه يحمل رسالة شفوية من صاحب الجلالة الملك عبد العزيز آل سعود وقال إن سيده ابن السعود قد نزل في (الركعي) وفي يوم 1930/1/5 ظهرت لنا السيارات السعودية من بعيد وكأنها التل على ظهر الباطن وفي يوم 1930/1/6 وصلَ إلينا الشيخ يوسف ياسين وأخبرنا بأنه السكرتير الخاص للملك ابن سعود وأن صاحب الجلالة الملك نزلَ الركعي وفي 1930/1/10 قبضت السلطات البريطانية في الكويت على رؤساء الإخوان وفي 1930/1/28 شاع بين البدو أن طائرة بريطانية حملت الرؤساء وسلمتهم إلى ابن سعود وهكذا انتهت ثورة الإخوان على الملك عبد العزيز آل سعود".